# 王永和 (明朝)
王永和（1391年—1449年9月1日），字用节，一字以正，号梧竹，南直隶蘇州府昆山县（今江苏省昆山市）人，明朝政治人物，官至工部右侍郎。
永乐进士出身，历职兵部给事中、兵部都给事中、工部右侍郎。正统十四年（1449年）跟随明英宗出征瓦剌，战死于土木堡（土木堡之变）。

## 生平
少时被称“至孝”，曾侍奉卧病在床的父亲十八年。
永樂十二年（1414年）甲午鄉試中舉，与夏昶同年。十三年（1415年）中會試副榜，後为赡养祖母、母亲再没有参加会试，任嚴州訓導，后因丁忧辞官。后任饒州訓導。
宣德六年（1431年）因吏部尚书蹇義舉薦，擔任行在兵科給事中。以刚强正直而闻名，不畏强权，曾彈劾大同镇守总兵官方政延误战机、都督王彧鎮薊州縱容寇亂、以及太監劉順、錦衣衛指揮王裕、馬順等不法事。后因持節冊韓王世子妃事，彈劾太監蹇傲。正統六年（1441年），陞为本科都給事中。
正統八年（1443年），改授工部右侍郎，期间巡视淮南诸郡，又治理山东河南等地黄河水决，有所成效但未能彻底解决。正統十四年（1449年）署本部事，同年跟從明英宗北征，在土木之變中殉難，时年五十九岁。

## 身后
贈资善大夫、工部尚書，朝廷遣官拜祭办丧。後謚襄敏。
其子王汝賢将其衣冠与其妻陸氏同葬于吴县（今苏州），陈循作墓碑铭、郑文康作碑陰记。共祀于昆山乡贤祠。
夺门之变后，明英宗在土木堡建立显忠祠，祭祀土木之变中明军的死难者，王永和位列其中。
嘉靖三年（1524年）被追录为國子監生。

## 家庭
祖父王允吉，父王子祯，都因王永和追赠通议大夫、工部右侍郎。祖母顾氏赠淑人，母周氏封太淑人。
妻陸氏，封淑人，以贤闻于世，听闻王永和阵亡于土木堡后，哀痛成疾，于景泰三年（1452年）病逝，明景泰帝遣官拜祭办丧。
长子王汝賢，字世英，父亲阵亡后被授予大理評事一职。次子王汝霖，字民望，正统十三年（1448年）戊辰科进士，官至布政使。

## 著作
有《梧竹集》若干卷。

## 逸事
王永和任饶州训导期间，有一次城内孔庙倒塌，王永和请饶州知府重修，知府没有及时修缮，王永和便当面斥责知府：“连圣人的学问都不重视，又怎么带领官吏百姓广布教化呢？”

## 评价
查继佐：“从土木死，非节也。难永和之不避强御，即何不以死争逆振？”